# 21st Century
21st Century – trzeci album grupy Groove Coverage.

## Lista utworów
1. Summer Rain
2. 21st Century Digital Girl
3. Never Ever Stop
4. Holy Virgin
5. Call Me
6. What You C Is What You Get
7. Angel From Above
8. November Night
9. When I Die
10. On The Radio
11. Rock
12. When Love Lives In Heaven
13. Moonlight Shadow (Pure & Direct Version)
14. Indonesia
15. Let It Be